# Riu Escalona
El riu Escalona és un riu de les comarques centrals del País Valencià, afluent del Xúquer pel marge dret. Naix a la comarca de la Canal de Navarrés, dels aportaments de diferents barrancs i rambles que baixen encaixats dels vessants del sistema muntanyós del massís del Caroig, la mola de Cortes i de Bicorb; com el riu Cazunta, el Grande, el Fraile i Ludey; o les rambles de la Molinera, Seca, Canillas i Moreno. Tots són cursos d'aigua de recorregut curt i amb cabals molt irregulars i torrencials.
La presa d'Escalona, poc abans de la desembocadura del riu al pantà de Tous, servix per a laminar el volum d'aigua que en cas de temporals de pluja pot col·lapsar-lo. D'eixa manera es pretén que no es repetixca el terrible succés del 1982, quan la presa de Tous no va suportar l'important cabal que va rebre en poques hores i va esfondrar-se i provocà l'anomenada pantanada de Tous.
A les proximitats del riu, en terme de Bicorb, trobem el conjunt de les coves de l'Aranya, una important mostra d'art rupestre.